# Antonow A-7
Die Antonow A-7 (russisch Антонов А-7), Projektbezeichnung RF-8 (РФ-8) war ein in der Sowjetunion hergestellter Lastensegler. Die Entwicklung fand im OKB-115 bei Jakowlew statt, Konstrukteur war jedoch Oleg Antonow.

## Geschichte
Anstoß für die Entwicklung war eine Ausschreibung für einen militärischen Lastensegler vom September 1940. Oleg Antonow beteiligte sich mit seinem Entwurf RF-8 (RF für Rot Front), der auf der RF-7 von 1938 basierte. Im Dezember wurde sein Entwurf zum Sieger erklärt und der Bau eines Prototyps in Auftrag gegeben. Als Produktionsstandort wurde das litauische Kaunas ausgewählt, jedoch verhinderte der Überfall auf die Sowjetunion die Fertigung und das Werk wurde aufgrund des deutschen Vormarsches nach Tuschino ausgelagert, wo der Bau am 28. August 1941 vollendet werden und Testpilot W. Rastorgujew am 2. September den Erstflug per Windenstart durchführen konnte. Am 18. September wurde das Testprogramm beendet und die Serienfertigung vorbereitet. Jedoch verhinderte abermals das Herannahen der deutschen Truppen die Produktion und das Werk wurde nach Tjumen in Westsibirien evakuiert. Erst Ende 1941 konnte der Serienbau des nun als A-7 bezeichneten Lastenseglers anlaufen. Im März 1942 wurden die ersten Exemplare an die Luftstreitkräfte ausgeliefert, die mit ihnen zwei Regimenter ausrüstete. Aufgrund des Bedarfs wurde noch ein zweiter Produktionsstandort in Alapajewsk errichtet. Die Maschine erwies sich als ebenso brauchbar wie die Airspeed Horsa oder DFS 230. Als Schleppflugzeuge wurden in der Regel DB-3 oder SB-2 verwendet.
Die Maschine wurde zur Versorgung von Partisanen oder für zum Teil spektakuläre Kommandooperationen ins gegnerische Hinterland genutzt, bei denen auch erbeutete Ju 87, Ju 88 oder He 111 als Schleppflugzeuge zum Einsatz kamen. Auch britische Hurricanes sollen für diesen Zweck geeignet gewesen und dementsprechend verwendet worden sein.
Wie viele A-7 gebaut worden sind, lässt sich nicht mehr eindeutig belegen, letztlich erscheint eine Zahl zwischen 400 und 500 Stück am wahrscheinlichsten.

## Aufbau
Der Schulterdecker verfügte über ein einziehbares Fahrwerk mit starrem Hecksporn. Der Rumpfquerschnitt war rechteckig. Unter dem Vorderteil der Maschine war eine hölzerne Gleitkufe eingebaut. Die Räder konnten mit Schneekufen versehen werden. Die Maschine bestand aus einem Holzrahmen und besaß eine Stoffbespannung. Das Leitwerk war konventionell, Höhen- und Seitenruder waren trimmbar. Die äußeren Tragflächen waren hinter den Landeklappen, die als Spreizklappe ausgeführt waren, zum Transport abnehmbar. Aus dem Tragflügel konnten Spoiler ausgefahren werden. Neben dem Piloten konnte das Flugzeug sechs vollausgerüstete Soldaten transportieren. Zum schnellen Verlassen der Maschine war rechts hinter der Tragfläche und links hinter dem Cockpit je eine Tür eingebaut.

## Versionen
- A-7U: Schulversion, U steht für Utschebny (Учебный), Schulung
- A-7Sch: sprich Scha; Version mit zusätzlichem Sitz für einen Navigator (Schturman, Штурман)
- A-7B: Version mit Tank im Rumpf als Kraftstofftransporter, B steht für Bensinonosjez (Бензиноносец), Benzinträger; nur Prototyp

## Technische Daten

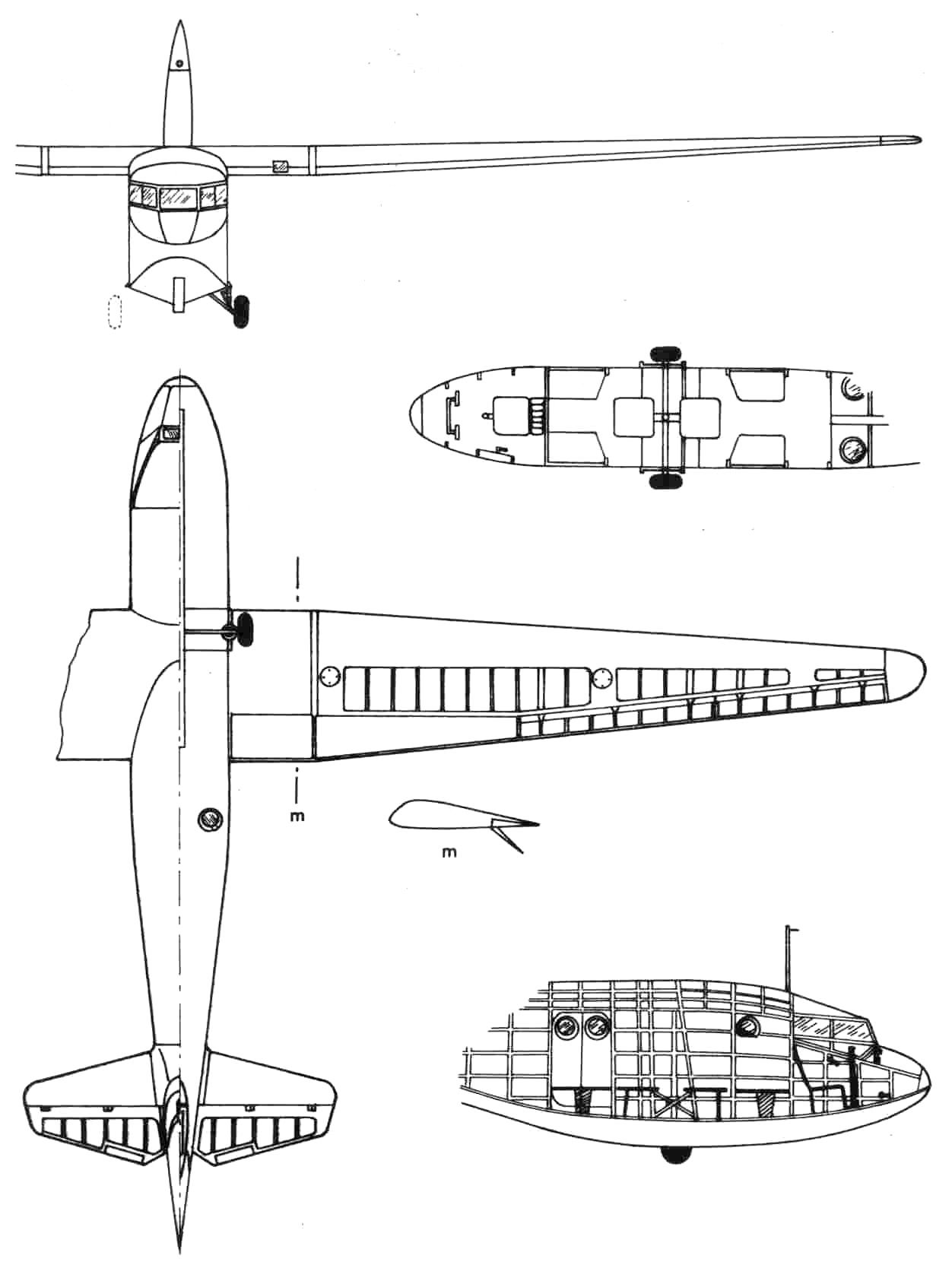
Risszeichnung der Antonow A-7

| Kenngröße              | Daten                                |
| ---------------------- | ------------------------------------ |
| Konstrukteur           | Oleg Antonow                         |
| Besatzung              | 1                                    |
| Passagiere             | 6 vollausgerüstete Luftlandesoldaten |
| Spannweite             | 19,00 m                              |
| Länge                  | 11,50 m                              |
| Höhe                   | 2,70 m                               |
| Flügelfläche           | 23,20 m²                             |
| Flügelstreckung        | 15,6                                 |
| Flächenbelastung       | 27,0–37,0 kg/m²                      |
| Nutzlast               | etwa 800 kg                          |
| Startmasse             | normal 1.100 kg maximal 1.755 kg     |
| Höchstgeschwindigkeit  | 300 km/h                             |
| Schleppgeschwindigkeit | 200 km/h                             |
| Gleitzahl              | 23 bei 105 km/h                      |